# Operator Please
Operator Please ist eine im Jahre 2005 gegründete Pop-Rock-Band aus Queensland, Australien.

## Bandgeschichte

### Die Anfänge
Sängerin und Gitarristin Amandah Wilkinson, Schlagzeuger Tim Commandeur, Keyboarderin Sarah Gardiner, Bassist Ashley McConnell und Violinistin Stephanie Joske kamen im Jahre 2005 bei einem Battle of the Bands Wettkampf an der Elanora State High School, an der sie zur Schule gingen, zusammen. Nachdem sie diesen Wettkampf gewannen, produzierten sie ihre erste Independent EP namens On the Prowl und absolvierten Auftritte in kleineren Pubs und Clubs. Ihre zweite EP Cement Cement erreichte einen ersten Erfolg durch Mundpropaganda, sodass ihre erste Single Crash Tragic im australischen Jugend Radiosender Triple J in Dauerrotation gespielt wurde. Nach einigen Monaten bekamen sie einen Plattenvertrag von Virgin / EMI Records in Australien und in England unterschrieben sie bei dem Indie-Label Brille Records.
Die erste Single unter einem großen Label war Just A Song About Ping Pong, diese erschien am 28. Juli 2007 und erreichte Platz 12 in den australischen Singlecharts. Das dazugehörige Musikvideo wurde von vielen Musiksendern gespielt und gelangte durch die Promotion auf den Startseiten von MySpace und Youtube auch außerhalb von Australien Gehör. Den Durchbruch im Vereinigten Königreich erreichte die Band, als sie im August 2007 auf dem Reading Festival und Leeds Festival auftrat. In den UK Indie Singlecharts schaffte es die Single somit bis auf Platz 10.
Am 21. Juni 2008 trat die Band auf dem Hurricane Festival auf und steigerte so ihre Popularität in Deutschland.

### Yes Yes Vindictive
Nach zwei weiteren Singles namens Get What You Want und Leave It Alone, erschien am 10. November 2007 in Australien und am 17. März 2008 im Vereinigten Königreich das erste Album Yes Yes Vindictive in den Plattenläden. Aufgenommen wurde das Album in den The Grove Studios in New South Wales in Central Coast, Australien mit dem englischen Produzenten Simon Barnicott. In den australischen Albumcharts stieg es auf Platz 28 ein.
In Deutschland erschien das Album am 14. März 2008.
Operator Please waren als Vorband von den Arctic Monkeys und Kaiser Chiefs, bei deren australischen Tourneen engagiert. Im Frühjahr und Sommer 2008 standen Termine in Asien, Australien und Europa an, bei denen sie zum zweiten Mal auch in Deutschland aufgetreten sind. Unter anderem bei dem Hurricane Festival und Southside Festival.
Sarah Gardiner verließ die Band im April 2008. Da sie zwei Monate nicht mehr an den vergangenen Konzerten teilgenommen hatte, entschlossen die anderen Mitglieder, sie aus der Band zu nehmen.
Die vierte Single aus dem Album Yes Yes Vindictive namens Two For My Seconds erschien am 21. Juni 2008, das Musikvideo wurde Mitte April 2008 in Sydney, Australien gedreht. In den australischen Single-Charts stieg sie am 7. Juli 2008 allein durch Downloads auf Platz 93 ein.

## Diskografie

### Alben
- 2007: Yes Yes Vindictive
- 2010: Gloves

### EPs
- 2006: On the Prowl
- 2007: Cement Cement

### Singles
- 2007: Crash Tragic
- 2007: Just a Song About Ping Pong
- 2007: Get What You Want
- 2007: Leave It Alone
- 2008: Two for My Seconds
- 2010: Logic
- 2010: Back and Forth